# Victor Guerin
Victor Guerin (São Paulo, 17 de junho de 1992) é um automobilista brasileiro. Guerin foi o único piloto brasileiro na Auto GP World Series de 2012.